# خربة تبنة
تقع خربة تبنة في الضفة الغربية بين قريتي دير نظام والنبي صالح.

## التاريخ

### العصور القديمة
كتب شورير في ثمانينيات القرن التاسع عشر أن ثامنا (باليونانية: Θαμνά)‏ - مدينة داخل مقاطعة ديوسبوليس (= اللد) والتي كانت في السابق مدينة إدارية (مدينة إدارية) خلال الفترة الرومانية - يجب تعريفها مع مدينة تمنة سرح التوراتية، والمعروفة الآن باسم خربة تبنة في سبسطية كما اقتبس من يوسابيوس الذي كتب في بداية القرن الرابع أن قبر يوشع بن نون كان في وقته لا يزال يُزار في مكان قريب من القرية.

### الفترات الرومانية والبيزنطية
عُثر في الخربة على خزفيات من العصر الروماني المتأخر والعصر البيزنطي (في الشبكة 1603/1573).

### الفترة الصليبية
خربة تبنة هي واحدة من الأماكن التي تم ذكر وجودها خلال الفترة الصليبية تيبيري

### الفترة العثمانية

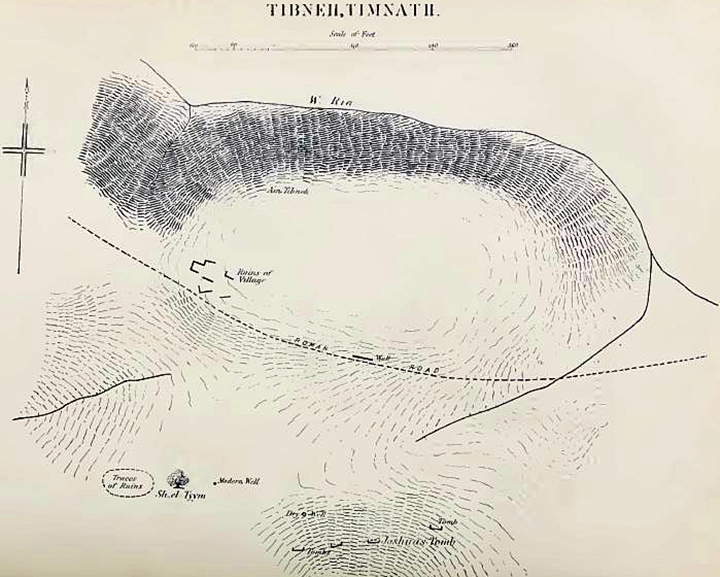
تبنة عام 1882

في عام 1596، أُدرج موقع تبنة كقرية في نحية القدس، في منطقة لواء القدس في القدس، في دفتر ضرائب " بلاد سوريا" والتي كانت أراضيها آنذاك تحت الحكم العثماني. خلال تلك السنة، كان يسكن تبنة 20 رب أسرة، جميعهم مسلم.
فرضت السلطة العثمانية ضرائب بنسبة 33.3٪ على المنتجات الزراعية التي ينتجها القرويون (بشكل أساسي على القمح والشعير والزيتون)، بالإضافة إلى ضريبة الزواج والضريبة التكميلية على الماعز وخلايا النحل. بلغ إجمالي الإيرادات المتأتية من قرية تبنة لهذا العام 3700 أكجة
أفاد تشارلز ويليام ويلسون، الذي سافر عبر فلسطين عام 1866، بوجود مقبرة تحتوي على تسعة قبور جنوب المدينة، والتي كانت في يوم من الأيام عاصمة المنطقة المحيطة: كان أحد هذه المقابر كبيرًا، مع رواق مدعوم على أرصفة صخرية ذات تيجان بسيطة للغاية. تم تدمير أحد الأرصفة على ما يبدو بين عامي 1866 و1873. كان هناك كوات لأكثر من 200 مصباح عند مدخل القبر. كان بالداخل غرفة بها أربعة عشر قبراً، أو kokhim، مع ممر يؤدي إلى حُجرة داخلية تحتوي على قبر واحد. كما كتب أيضًا عن شجرة بلوط ارتفاعها 40 قدمًا بالقرب من القبر، تُعرف باسم الشيخ والتيم، وقرية تبعد حوالي 3 أميال إلى الشرق، تسمى كفر إشوع، أو قرية جوشوا.[بحاجة لمصدر]
في عامي 1863 و1870 زارت قورين ووصفت العديد من الآثار. وصفت خربة تبنة في عام 1882 بأنها تل يطل على واد عميق (وادي ريا) في الشمال والطريق الروماني القديم إلى الجنوب. توجد مقبرة على تل منبسط قريب، وفي الشمال الغربي منبع عين تبنة من قناة صخرية. في الجنوب الغربي كانت شجرة بلوط يبلغ ارتفاعها حوالي 30 أو 40 قدمًا، وبئرين، أحدهما جاف. وكانت توجد إلى الغرب من الشجرة آثار يُعتقد أنها آثار قرية عربية.

### فترة الانتداب
لم تكن القرية مأهولة بالسكان في أواخر فترة الانتداب